# CGTN-E
CGTN-Español és un canal de televisió xinès que emet durant 24 hores en castellà. Forma part de la cadena CGTN.
Va ser llançat el 2004 com un canal en castellà i francès, que el 2007 es desdoblà com CCTV-E, juntament amb el canal en francès CCTV-F.
La seva programació inclou notícies, esports, negocis, etc., a més de curiositats sobre la Xina i altres parts d'Àsia, així com telenovel·les xineses i documentals de viatges a l'interior d'aquest país, juntament amb recorreguts culturals i artístics. El canal mostra també cursos d'aprenentatge de la llengua xinesa.
A Espanya el canal pot ser vist per operadors de televisió per satèl·lit com Telefònica.
A Xile, CCTV-E pot ser vist a través del servei de televisió digital pagat D-box de la companyia de TV per cable VTR al canal 552.